# Российский индекс научного цитирования
Российский индекс научного цитирования (РИНЦ) — библиографическая база данных научных публикаций российских учёных и индекс цитирования научных статей.
Для получения необходимых пользователю данных о публикациях и цитируемости статей на основе базы данных РИНЦ разработан аналитический инструментарий ScienceIndex. Проект РИНЦ разрабатывается с 2005 года компанией «Научная электронная библиотека» (ELIBRARY.ru).
База данных РИНЦ выполняет функцию не только инструмента для оценки учёных или научных организаций на основе индекса цитирования, но и авторитетного источника библиографической информации по российской научной периодике.

## История
История создания индексов (или указателей) научного цитирования начинается с 1870-х годов, когда практически одновременно появляются индекс юридических документов Shepard's Citations в 1873 году и индекс научных публикаций по медицине Index Medicus (1879—2004), всего было издано 45 выпусков.
В 1960 году в США Юджином Гарфильдом был создан Институт научной информации, основным коммерческим продуктом которого стал Science Citation Index. Принципы, заложенные в SCI, во многом определили дальнейшее развитие индексов цитирования.

### Научная информация в СССР
В СССР в 1952 году Постановлением Совета Министров СССР от 19.07.1952, № 3329 был создан Институт научной информации АН СССР, который в 1955 году был переименован во Всесоюзный институт научной и технической информации. Уже через несколько лет после создания ВИНИТИ его огромное значение для развития отечественной науки и техники было признано в стране и за рубежом. В работе ВИНИТИ принимают участие многие учёные и специалисты. Из интервью Ильи Либкинда, ответственного исполнителя проекта «Указатель РФФИ»:

в 60-80-е годы этой теме «наукометрии» серьёзное внимание уделяли в своих работах пионеры отечественной наукометрии и информатики В. В. Налимов, А. И. Михайлов, А. И. Чёрный, Р. С. Гиляревский, а также целый ряд других отечественных учёных (Ю. А. Шрейдер, В. А. Маркусова, М. В. Арапов и др.). В то время основным источником получения статистических данных служили реферативные и библиографические издания (в частности Реферативный журнал ВИНИТИ). Отечественные специалисты по достоинству оценили возможности, которые предоставил созданный в США Ю. Гарфилдом в первой половине 60-х годов указатель научного цитирования «Science Citation Index» (SCI) и начали активно использовать этот инструмент для исследования состояния отечественной науки и сравнения её с мировым уровнем. Однако уже в то время ими осознавалась недостаточность SCI для этих оценки состояния и тенденций отечественной науки, это, в частности, было связано с очевидной ориентацией SCI на англоязычные журналы.
В 1974 году в ВИНИТИ были предприняты попытки создания отечественного указателя научного цитирования (УНЦ), который в технологическом плане должен был стать «аналогом» SCI. Такой подход требовал значительных финансовых и технических ресурсов, и в итоге этот проект не получил развития. Более подробно о наукометрии в СССР размышляет Ю. В. Грановский в своей статье «Можно ли измерять науку? Исследования В. В. Налимова по наукометрии».

### Другие национальные индексы цитирования
В 1987 году Китай запустил проект по созданию Китайского индекса научного цитирования Chinese Science Citation Index, а в следующем, 1988 году, появляется его конкурент — China Scientific and Technical Papers and Citations. В 1997 году разработан китайский индекс цитирования по общественным наукам Chinese Social Sciences Citation Index.
В 1995 году Япония приступила к созданию национального индекса цитирования Citation Database for Japanese Papers, разработчиком которого становится Национальный институт информатики Японии.
Наряду с вышеперечисленными проектами, разработки национальных индексов ведутся на Тайване (Taiwan Humanities Citation Index), а также в ряде европейских стран (Польша, Испания и другие).

## Наукометрический инструментарий РИНЦ

### Профиль автора
C помощью базы данных РИНЦ учёный может узнать индекс своей цитируемости, хотя этот индекс будет ниже истинного из-за «ограниченности перечня и ретроспективы обрабатываемых журналов, диссертаций и авторефератов диссертаций». В руководстве описан порядок действий по определению индекса цитируемости для учёного.

## Данные РИНЦ в оценке деятельности научных организаций
В России база данных РИНЦ является одним из основных источников информации для оценки эффективности организаций, занимающихся НИР.
В частности, Постановление президиума РАН № 201 от 12.10.2010 регламентирует использование следующих показателей для оценки результативности научных организаций Российской академии наук:
- Направление оценки — Научный потенциал и эффективность научных исследований;
- Объект оценки — Публикационная активность;
- Показатели оценки — Число публикаций работников научной организации, отнесённое к численности исследователей, в том числе:
  - в зарубежных научно-технических изданиях;
  - в отечественных изданиях, включённых в перечень ВАК Минобрнауки России.

Число публикаций работников научной организации в Российском индексе научного цитирования (РИНЦ), отнесённое к численности исследователей.
Цитируемость работников научной организации в РИНЦ, отнесённое к численности исследователей.

## Отзывы и критика
Действующие учёные критикуют РИНЦ за то, что эта база данных индексирует псевдонаучные публикации и так называемые «мусорные» журналы. Часть вошедших в РИНЦ журналов готовы опубликовать любой текст за деньги без каких-либо проверок или с минимальными проверками. Об этой проблеме в самом РИНЦ знают, её озвучил в том числе руководитель «Научной электронной библиотеки» eLibrary.Ru, на основе которой создан РИНЦ.
По данным руководства РИНЦ, большая часть журналов, индекисруемых базой данных, представлют собой «мусорные» журналы. На 2017 год из приблизительно 6000 журналов в списке РИНЦ с относительно нормальным рецензированием всего около тысячи, при этом 344 откровенно «мусорных» журналов были удалены из списка индексируемых РИНЦ в 2017 году.
Доктор биологических наук, ведущий научный сотрудник Института экологии растений и животных УрО РАН Рашит Хантемиров в 2014 году указывал на высокую долю журналов низкого научного уровня в базе РИНЦ, сравнив её с «огромной помойкой», поскольку «непросто отыскать что-либо стоящее». Он высказал мнение, что администрация РИНЦ поддерживает различные виды мошенничества с показателями импакт-фактора своей пассивной позицией.
Генеральный директор eLIBRARY.RU Геннадий Ерёменко, отвечая на критику в публикации Рашита Хантемирова, отмечает, что «Какая наука — такой и РИНЦ», и для наиболее корректной оценки предлагает анализировать не только импакт-фактор, но и другие показатели, представленные в РИНЦ. Ерёменко не согласен с тем, что РИНЦ поддерживает мошенничество с показателями, и отмечает, что в наиболее запущенных случаях журнал удаляется из РИНЦ, но такая мера имеет свои сложности. Ерёменко указывает, что включение журнала в РИНЦ необходимо для попадания журнала в перечень ВАК, поэтому в случае исключения ряда журналов из РИНЦ очень вероятны судебные процессы с издателями журналов. Результат же таких процессов заранее неизвестен вследствие того, что «границы корректности цитирования весьма размыты». Ерёменко также отмечает, что для отбора лучших российских журналов в eLIBRARY.RU открыт проект ядра РИНЦ, в результате которого 1000 лучших российских журналов, прошедших экспертную и библиометрическую оценку, появятся в Web of Science в конце 2015 года.
В 2015 году сопредседатель Совета Общества научных работников Александр Фрадков обратил внимание на проблему учёных-однофамильцев, чьи публикации в некоторых случаях суммируются при выдаче по запросу о конкретном учёном: «подводя неутешительный итог, мы видим, что рейтинг каждого пятого из топ-20 учёных из списка по автоматике и вычислительной технике существенно завышен». При этом на замечания и предложения исправить данную ситуацию разработчики базы данных не реагируют.
Сотрудники ИПМ им. М. В. Келдыша РАН в 2015 году писали в своей статье, что индексирование диссертационных материалов в РИНЦ затруднено, поскольку диссертационные советы не могут подать сведения о диссертации в РИНЦ. Сотрудники института им. Келдыша считают, что текущее положение дел, когда «в eLibrary сведения о диссертации может подать либо организация, где работает диссертант, либо сам диссертант, но не диссертационный совет, где проходит защита» противоречит логике. «Отлучения диссертационного совета от eLibrary» ведёт к двум плачевным для читателя результатам:
- индексирование диссертаций в eLibrary идёт с большим опозданием;
- eLibrary чаще всего ссылается на диссертацию в РГБ, где полный текст находится не в свободном, а лишь в ограниченном доступе. От посетителя eLibrary скрывается информация о существовании сайта диссертационного совета, где диссертация лежит в свободном доступе.[источник не указан 598 дней]

Монография — это не менее важный вид научной публикации, существующий наравне с научной статьёй.
В начале своей истории РИНЦ не учитывал ссылки на монографии и в монографиях. В настоящее время (2020 год) ссылки на монографии и в монографиях учитываются.
Отсутствует тесная интеграция с глобальными аналогами, например из Scopus (и большого списка других индексов) в ORCID статьи загружаются напрямую, но РИНЦ там нет. Как нет и возможности перенести публикации через BiBTeX.

## Современное состояние
Вице-президент РАН Хохлов Р. А. предложил на период моратория 2022 года на учёт публикаций в иностранных журналах, учитывать публикации в РИНЦ.[значимость факта?]